# تلوين المركز (آيت إيشو)
تلوين المركز هي إحدى مشيخات المملكة المغربية، تتبع جغرافيا لإقليم الخميسات وإداريًا لآيت إيشو. يقدر عدد سكانها بـ 447 نسمة حسب الإحصاء الرسمي للسكان والسكنى لسنة 2004.